# Tircis et Amarante
Tircis et Amarante est la treizième fable du livre VIII de Jean de La Fontaine situé dans le second recueil des Fables de La Fontaine, édité pour la première fois en 1678.

## Texte de la fable
J’avais Ésope quitté

Pour être tout à Boccace :

Mais une divinité

Veut revoir sur le Parnasse

Des fables de ma façon ;

Or d’aller lui dire non,

Sans quelque valable excuse,

Ce n’est pas comme on en use

Avec des divinités,

Surtout quand ce sont de celles

Que la qualité de belles

Fait Reines des volontés.

Car afin que l’on le sache

C’est Sillery qui s’attache

À vouloir que de nouveau

Sire Loup, sire Corbeau

Chez moi se parlent en rime. 

Qui dit Sillery dit tout ;

Peu de gens en leur estime

Lui refusent le haut bout ;

Comment le pourrait-on faire ?

Pour venir à notre affaire,

Mes contes à son avis

Sont obscurs ; Les beaux esprits

N’entendent pas toute chose :

Faisons donc quelques récits

Qu’elle déchiffre sans glose.

Amenons des Bergers, et puis nous rimerons

Ce que disent entre eux les Loups et les Moutons.

Tircis disait un jour à la jeune Amaranthe :

Ah ! si vous connaissiez comme moi certain mal

Qui nous plaît et qui nous enchante !

Il n’est bien sous le Ciel qui vous parût égal :

Souffrez qu’on vous le communique ;

Croyez-moi ; n’ayez point de peur ;

Voudrais-je vous tromper, vous pour qui je me pique

Des plus doux sentiments que puisse avoir un cœur ?

Amarante aussitôt réplique :

Comment l’appelez-vous, ce mal ? quel est son nom ?

L’amour. Ce mot est beau : dites-moi quelques marques

À quoi je le pourrai connaître : que sent-on ?

Des peines près de qui le plaisir des Monarques

Est ennuyeux et fade : on s’oublie, on se plaît

Toute seule en une forêt.

Se mire-t-on prés un rivage ?

Ce n’est pas soi qu’on voit, on ne voit qu’une image

Qui sans cesse revient et qui suit en tous lieux :

Pour tout le reste on est sans yeux.

Il est un Berger de village

Dont l’abord, dont la voix, dont le nom fait rougir :

On soupire à son souvenir :

On ne sait pas pourquoi ; cependant on soupire ;

On a peur de le voir, encor qu’on le désire.

Amarante dit à l’instant :

Oh ! oh ! c’est là ce mal que vous me prêchez tant ?

Il ne m’est pas nouveau : je pense le connaître.

Tircis à son but croyait être,

Quand la belle ajouta : Voilà tout justement

Ce que je sens pour Clidamant.

L’autre pensa mourir de dépit et de honte.

Il est force gens comme lui

Qui prétendent n’agir que pour leur propre compte,

Et qui font le marché d’autrui.
— Jean de La Fontaine, Fables de La Fontaine, Tircis et Amarante, texte établi par Jean-Pierre Collinet, Fables, contes et nouvelles, Gallimard, « Bibliothèque de la Pléiade », 1991, p. 313